# Antonio Santamarina
Antonio Ramón Santamarina (Buenos Aires, 17 de agosto de 1880-5 de agosto de 1974) fue un abogado y político argentino del Partido Demócrata Nacional, que se desempeñó como diputado nacional (1908-1924 y 1926-1930) y como senador nacional (1930-1943) por la provincia de Buenos Aires. También fue dos veces candidato a gobernador de dicha provincia.

## Biografía
Antonio Ramón Santamarina nació en Buenos Aires el 17 de agosto de 1880, hijo del hacendado de origen gallego Ramón Santamarina y de la vasca Ana Irazusta. Entre sus hermanos se encontraban Ramón (h), Enrique y Jorge Alejandro.
Estudió abogacía en la Facultad de Derecho y Ciencias Sociales de la Universidad de Buenos Aires. Entre 1904 y 1908 se desempeñó como miembro del Concejo Deliberante de la ciudad de Buenos Aires. Entre 1913 y 1917 se desempeñó como intendente de Tandil. En 1934 integró la convención que reformó la constitución de la provincia de Buenos Aires.
En las elecciones legislativas de 1908, fue elegido diputado nacional por la provincia de Buenos Aires, por el Partido Conservador. Fue reelegido sucesivamente en 1912, 1916 y 1920, hasta culminar en 1924. Volvió a ser elegido al mismo cargo en las legislativas de 1926 y 1930. Su último mandato se extendía hasta 1934, pero fue interrumpido por el golpe de Estado del 6 de septiembre de 1930.
En las elecciones provinciales de Buenos Aires de 1929, fue candidato a gobernador por el Partido Conservador. Acompañado por Edgardo J. Míguez, triunfó la fórmula radical encabezada por Nereo Crovetto con el 55% de los votos. En las elecciones bonaerenses de abril de 1931, fue candidato a gobernador por el Partido Demócrata Nacional (PDN), acompañado por Celedonio Pereda. La fórmula quedó en segundo lugar con el 41,71%, triunfando el binomio radical Honorio Pueyrredon-Mario M. Guido. Ante esto, los resultados fueron anulados por el presidente de facto José Félix Uriburu.
En las elecciones al Senado de 1931, fue elegido senador nacional por la provincia de Buenos Aires. Fue reelegido en 1938, con mandato hasta 1947, que no pudo completar por el golpe de Estado del 4 de junio de 1943. Fue vocal en las comisiones de Agricultura, de Acuerdos y de Obras Públicas. También presidió una comisión especial investigadora de la industria azucarera.
Buscó ser nuevamente candidato conservador a gobernador de la provincia de Buenos Aires en las elecciones de 1940, obteniendo la candidatura Alberto Barceló.
Paralelo a su actividad política, fue coleccionista de arte europeo y de diversos objetos decorativos. Presidió la comisión de Bellas Artes de la provincia de Buenos Aire, fue miembro de la Comisión Nacional de Bellas Artes y de la Asociación Amigos del Museo Nacional de Bellas Artes. Además, fue académico de la Academia Nacional de Bellas Artes desde su creación en 1936. Parte de su colección fue donada al Museo Histórico Nacional y al Museo Nacional de Arte Decorativo.
También heredó tierras, formó parte de la sociedad familiar Santamarina e Hijos, y fue presidente de directorio y miembro de diversas compañías.
Falleció en agosto de 1974.